# Monsignor
Monsignor is een Amerikaanse dramafilm uit 1982 geregisseerd door Frank Perry en gedistribueerd door 20th Century Fox.

## Verhaal
Tijdens de Tweede Wereldoorlog zit het Vaticaan in geldnood. Daarom wordt de Amerikaanse jonge priester John Flaherty - een financieel expert - gestuurd om een oplossing te zoeken desondanks John al in opspraak is gekomen wegens het uitmoorden van een troep soldaten uit vergelding.
Initieel doet hij zijn werk op een correcte manier, maar hij begeeft zich al snel onder het criminele milieu. Zo zet hij bijvoorbeeld met de Siciliaanse maffia een zwarte handel in sigaretten op. Hij werkt met een dubbele boekhouding waardoor hij een gedeelte van de winsten doorsluist naar eigen zak. Ook wordt hij verliefd op zuster Clara die in een geloofscrisis zit. Ze starten een geheime relatie, maar hij verbergt zijn werkelijke identiteit. Wanneer Clara hem aantreft in ambtsgewaad op een kerkelijke dienst is ze ook haar geloof in de liefde kwijt.
Johns superieuren achterhalen de illegale praktijken, maar daar het Vaticaan door hem een massa geld verdient, laten ze hem begaan. Flaherty wordt gepromoveerd tot monseigneur en later tot kardinaal. Wanneer door een slechte investering het Vaticaan een miljoenenverlies lijdt, moet John boeten voor zijn daden.

## Rolverdeling
| Acteur            | Personage              |
| ----------------- | ---------------------- |
| Christopher Reeve | John Flaherty          |
| Geneviève Bujold  | Clara                  |
| Leonardo Cimino   | Paus Pius XII          |
| Fernando Rey      | Kardinaal Santoni      |
| Adolfo Celi       | Kardinaal Vinci        |
| Jason Miller      | Don Appolini           |
| Tomas Milian      | Eerwaarde Francisco    |
| Robert Prosky     | Bisschop Walkman       |
| Joe Pantoliano    | Musso                  |
| Charles Hallahan  | Aartsbisschop          |
| Joseph Cortese    | Ludovico 'Lodo' Varese |
| Milena Vukotic    | Zuster Verna           |
| Joe Spinell       |                        |
| Ettore Mattia     | Pietro                 |
| Gregory Snegoff   | Soldaat                |
| Pamela Prati      |                        |
| Darin Berry       | misdienaar             |

## Nominatie
| Prijs                        | Categorie        | Ontvanger(s)  | Resultaat   |
| ---------------------------- | ---------------- | ------------- | ----------- |
| Golden Raspberry Awards 1983 | Slechtste muziek | John Williams | Genomineerd |